# Johann Bitterich
Johann Bitterich (Landeck, 1675 - Chile, 1720) foi um padre Jesuíta e escultor.
Trabalhou para o arcebispo de Mogúncia, o bispo de Bamberg, para o chanceler do Sacro Império Romano e para várias outras sedes episcopais alemãs antes de viajar para o Chile no início do século XVIII, sendo um dos fundadores da escola de escultura daquele país.